# 各国因俄罗斯入侵乌克兰而展开的撤侨行动
俄罗斯全面入侵乌克兰前夕，由于俄罗斯在乌克兰边境大规模集结，美国情报机构警告俄罗斯的入侵迫在眉睫，一些国家于开战前就展开了撤离行动，关闭大使馆和敦促本国公民离开乌克兰。

## 国家

### 开战前
2022年1月24日，美国国务院要求美國駐烏克蘭大使館外交人员及其家属撤离，并警告美国人不要前往乌克兰或俄罗斯。2月12日，美国撤离了驻基辅大使馆的几乎所有工作人员。2月14日，美国国务卿安东尼·布林肯下令关闭駐烏克蘭大使館，并将剩餘外交人员转移到烏克蘭西部城市利沃夫。
2月13日，十几个国家，包括美国、英国、德国、澳大利亚、意大利、以色列、荷兰和日本已敦促其公民离开乌克兰。日本于2月14日撤离了驻乌大使馆的大部分工作人员。 2月15日，印度驻乌克兰大使馆建议在乌克兰的印度公民暂时离开该国。 2月22日，韓國外交部透过韓國駐烏克蘭大使館密切關注局勢變化为韓國公民提供安全资讯，居留乌克兰的韩国公民已从1月的565人减少到了45人。

### 开战后

#### 中华人民共和国
中国驻乌克兰大使馆的撤侨行动因比其他国家迟缓而受到批评，戰前中國的情報似乎認為這是有限的小規模衝突，導致中国驻乌大使馆直到2月25日（即开战的第二日）才建议中国公民撤离。
2月25日，中国驻乌克兰大使馆发布《关于请拟自乌克兰撤离中国公民进行登记的紧急通知》，并启动撤离预案。大使馆开始登记在乌中国公民，要求登记人员持有中国护照或旅行证，含香港特区护照、澳门特区护照、台胞证，无护照人员则须持有中国居民身份证，准备以包機的形式撤离，2月26日，大使馆开始为中国公民远程办理旅行证。经中國駐烏克蘭大使館，中國駐波蘭大使館，駐摩尔多瓦大使馆、乌克兰军警和多地政府协调，撤侨行动于2月28日展开，第一天共撤离600多人，第二天预计撤离1,700人，第三日撤离约700人。首三日撤侨行动中，已有超过3000名在乌中国公民安全转移到乌克兰周边国家。 期间中国驻乌大使也发布通知在乌公民可以乘乌克兰专列撤往西部的邻国通知。
3月9日，随着最后一批在苏梅的留学生抵达利沃夫，中国驻乌大使宣布中国撤侨任务完成。据大使表示，除自行撤离的一千人以外，一共撤离了五千余人。3月28日，從羅馬尼亞首都布加勒斯特起飛的第20架從烏克蘭撤離中國公民的航班抵達福州。中國外交部發言人汪文斌表示，共計有4,600多名中國公民搭乘20架次中國政府安排的飛機回到中國。撤離在烏克蘭中國公民的工作已告一段落。

#### 中华民国
2月25日，中華民國透过駐波蘭臺北代表處、駐斯洛伐克臺北代表處協助處理本国人民离开乌克兰國境的事宜，同时也透过臺北莫斯科經濟文化協調委員會駐莫斯科代表處、外貿協會基輔台灣貿易中心及駐波蘭臺北代表處机构，向滯留在基輔及烏克蘭其他地區的臺灣僑民建議儘早動身遠離軍事衝突地區。2月26日，外交部称18位僑民已經順利撤離烏克蘭，平安抵達波蘭。

#### 日本
2月24日，日本位于乌克兰境内的侨民共计约120人，日本政府在鄰近國家已准备包机，若撤侨航班无法起飞則會由陸路轉移到波蘭等地。

#### 马来西亚
2月24日，馬來西亞政府则透过馬來西亞駐烏克蘭大使館將本国11名大马人侨民取道波蘭安排撤離。

#### 印度
2月25日，由於乌克兰已经关闭领空，印度外交部与波兰、斯洛伐克和匈牙利外交部协调，计划透过陆路撤出其超过16,000名公民。

#### 越南
2月28日，越南政府向越南航空局發布通知，要求越航、越捷、越竹等航空公司制定相关方案，撤离在乌越南公民，3月6日，越航的航班从河内起飞，当天下午抵达罗马尼亚，将在乌越南公民接回国。越南外交部海外越南人国家委员会3月11日晚致信在乌克兰、波兰、罗马尼亚、匈牙利、斯洛伐克、捷克和德国等国越南人社团，要求协助越南人登记回国和提供联系方式。